# Андерсон, Роберто
Роберто Хайме Андерсон (исп. Roberto Jaime Anderson; 1921 — 5 марта 1974, Буэнос-Айрес) — аргентинский хоккеист на траве, нападающий. Участник летних Олимпийских игр 1948 года.

## Биография
Роберто Андерсон родился в 1921 году.
Играл в хоккей на траве за «Феррокариль Хенераль Митре» из Хенераль-Сан-Мартина.
В 1948 году вошёл в состав сборной Аргентины по хоккею на траве на летних Олимпийских играх в Лондоне, поделившей 5-6-е места. Играл на позиции нападающего, провёл 3 матча, забил 1 мяч в ворота сборной Испании.
До 1960-х годов играл в хоккей на траве, затем был тренером и менеджером.
Умер 5 марта 1974 года в аргентинском городе Буэнос-Айрес.

## Семья
Брат — Альберто Андерсон, аргентинский хоккеист на траве 1940—1950-х годов.
Сын — Эдуардо Андерсон (род. 1950), аргентинский хоккеист на траве. Участник летних Олимпийских игр 1968 года.
Другие родственники Роберто Андерсона, в том числе внуки, также играли в хоккей на траве.